# La Deux
La Deux és un canal de televisió generalista de Valònia, propietat del grup Radio-Télévision belge de la Communauté française, en acrònim RTBF (del francès, Ràdio-Televisió belga de la Comunitat francesa).
El canal remunta els seus inicis a l'1 de gener del 1971. Entre la introducció del color l'any 1971 i el 26 de març de 1977, l'únic canal de la RTB es va desdoblar amb un canal en VHF i un altre en UHF. Així, alguns programes, produïts en blanc i negre, s'emetien al canal en VHF (actual La Une), mentre que els programes produïts en color s'emetien al nou canal en UHF, l'àrea de cobertura del qual s'estengué al 1977, sent transformat en RTBis, primer com a desdoblament a les nits i, dos anys després, com a nou canal independent (Télé 2).
El 21 de març de 1988, Télé 2 es converteix en Télé 21. El 21 de març de 1993, el canal es desdobla en Arte 21, produït en col·laboració amb Arte, i Sports 21, tornant a ser Télé 21 el 28 de març de 1994. L'1 de març del 1997, el canal es torna a desdoblar en La Deux i Eurosport 2, substituït per Eurosport al 1999. El primer difonia programes culturals, documentals,... mentre que el segon retransmetia esdeveniments esportius, exclusivament. L'1 de novembre del 2001, però, Carine Bratzlavsky rep la missió de reestructurar el format. La primera cosa que se cercava era donar una identitat al canal, sent considerat com un "fourre-tout" (cobre-tot), per la seva barreja entre dos canals i dos estils ben diferents de programació. Així, el canal passa a ser, des del 2004, un complement de La Une, el primer canal generalista de Valònia, la comunitat francòfona belga.
Finalment, el 7 de setembre de 2020, La Deux i la ràdio Pure FM es fusionen per a crear Tipik.